# Zaouiat Cheikh
Zaouiat Cheikh (arabiska: زاوية الشيخ) är en stad i Marocko. Den ligger i provinsen Béni Mellal och regionen Béni Mellal-Khénifra, 170 km sydost om huvudstaden Rabat. Antalet invånare var 25 388 vid folkräkningen 2014.